# Jay Anson
Jay Anson (Nueva York, 4 de noviembre de 1921-Palo Alto, 12 de marzo de 1980) fue un escritor estadounidense, cuya primera (y más famosa) obra fue Aquí vive el horror. La "casa maldita" de Amityville. Tras del gran éxito de esta novela, escribió 666, que también trata de una casa embrujada. Murió en 1980.

## Debut
Su obra The Amityville Horror se vendió como una "historia verdadera", y se basa en las experiencias de George y Kathleen Lutz en 112 Ocean Avenue, en diciembre de 1975. Los Lutz vendieron los derechos del libro a Anson, que accediera a algunas de las reclamaciones de los Lutz sobre el contenido.

## Obra
- 'The Filming of 'Battle of the Bulge (1965), documental
- Operation Dirty Dozen (1967), documental
- The Moviemakers (1969), documental
- Klute in New York: A Background for Suspense (1971), documental
- The Saga of: Jeremiah Johnson (1972), documental
- Harry Callahan/Clint Eastwood: Something Special in Films (1975), documental
- Lumet: Film Maker (1975), documental
- Urban Living: Funny and Formidable (1975)
- Martin Scorsese: Back on the Block (1973) documental
- The Hero Cop: Yesterday and Today (1973) documental
- The Dangerous World of 'Deliverance' (1972) documental
- On the Road with: Scarecrow (1973) documental
- The Amityville Horror: A True Story (1977) novela
- 666 (1980), novela